# نوک دیز
نوک دیز روستایی در  مرغاب از ولایت غور در کشور افغانستان است. باشنده گان نوک دیز از قوم تاجیک اند وبه زبان فارسی صحبت می کنند.